# Episodi de Il Ranger - Una vita in paradiso
La serie televisiva Il Ranger - Una vita in paradiso è trasmessa in prima visione in Germania dal 23 novembre 2018.
In Italia va in onda su Rai 2 dal 1º agosto 2020.
| Nr | Titolo originale  | Titolo italiano         | Prima TV Germania | Prima TV Italia   |
| -- | ----------------- | ----------------------- | ----------------- | ----------------- |
| 1  | Wolfsspuren       | L'impronta del lupo     | 23 novembre 2018  | 1º agosto 2020    |
| 2  | Vaterliebe        | Amore paterno           | 30 novembre 2018  | 8 agosto 2020     |
| 3  | Entscheidungen    | Decisioni               | 3 gennaio 2020    | 15 agosto 2020    |
| 4  | Zeit der Wahrheit | Il momento della verità | 10 gennaio 2020   | 22 agosto 2020    |
| 5  | Junge Liebe       | Giovani amori           | 22 gennaio 2021   | 26 settembre 2021 |
| 6  | Sturm             | Tempesta                | 29 gennaio 2021   | 3 ottobre 2021    |
| 7  | Himmelhoch        | Fino al cielo           | 4 febbraio 2022   | 27 agosto 2023    |
| 8  | Zusammenhalt      | Appartenenza            | 11 febbraio 2022  | 3 settembre 2023  |